# Bobsleigh aux Jeux olympiques de 2014 - Bob à deux hommes
Navigation
Vancouver 2010 Pyeongchang 2018
L'épreuve de bobsleigh à deux masculin des Jeux olympiques d'hiver de 2014 a lieu les 16 et 17 février 2014 au Sanki. Les Russes Aleksandr Zubkov et Alekseï Voïevoda remportent l'épreuve devant les Suisses Beat Hefti et Alex Baumann et les Américains Steven Holcomb et Steven Langton. En novembre 2017, ils sont cependant disqualifiés par le Comité international olympique en raison du dopage de Zubkov puis de Voïevoda, tout comme Alexander Kasjanov qui s'était classé quatrième. 

## Médaillés
| Or                             | Argent                                   | Bronze                                       |
| Suisse Beat Hefti Alex Baumann | États-Unis Steven Holcomb Steven Langton | Lettonie Oskars Melbārdis Daumants Dreiskens |

## Résultats
Les vingt meilleures équipes des trois premières manches sont qualifiées pour la manche finale.
| Rang                                | Dossard | Pays                       | Athlètes                             | Manche 1   | Manche 2 | Manche 3   | Manche 4 | Total         | Retard  |
| ----------------------------------- | ------- | -------------------------- | ------------------------------------ | ---------- | -------- | ---------- | -------- | ------------- | ------- |
| DSQ                                 | 3       | Russie (RUS-1)             | Alexander Zubkov Alekseï Voïevoda    | 56 s 25 TR | 56 s 57  | 56 s 08 TR | 56 s 49  | 3 min 45 s 39 |         |
| Médaille d'or, Jeux olympiques      | 2       | Suisse (SUI-1)             | Beat Hefti Alex Baumann              | 56 s 46    | 56 s 68  | 56 s 26    | 56 s 65  | 3 min 46 s 05 | +0 s 66 |
| Médaille d'argent, Jeux olympiques  | 1       | États-Unis (USA-1)         | Steven Holcomb Steven Langton        | 56 s 34    | 56 s 84  | 56 s 41    | 56 s 68  | 3 min 46 s 27 | +0 s 88 |
| DSQ                                 | 13      | Russie (RUS-2)             | Alexander Kasjanov Maxim Belugin     | 56 s 69    | 56 s 60  | 56 s 44    | 56 s 57  | 3 min 46 s 30 | +0 s 91 |
| Médaille de bronze, Jeux olympiques | 12      | Lettonie (LAT-1)           | Oskars Melbārdis Daumants Dreiškens  | 56 s 62    | 56 s 68  | 56 s 43    | 56 s 75  | 3 min 46 s 48 | +1 s 09 |
| 6                                   | 10      | Canada (CAN-3)             | Justin Kripps Bryan Barnett          | 56 s 56    | 56 s 70  | 56 s 42    | 56 s 94  | 3 min 46 s 62 | +1 s 23 |
| 7                                   | 9       | Canada (CAN-2)             | Chris Spring Jesse Lumsden           | 56 s 66    | 56 s 77  | 56 s 62    | 56 s 74  | 3 min 46 s 79 | +1 s 40 |
| 8                                   | 4       | Allemagne (GER-1)          | Francesco Friedrich Jannis Bäcker    | 56 s 50    | 56 s 88  | 56 s 63    | 56 s 84  | 3 min 46 s 85 | +1 s 46 |
| 9                                   | 7       | Canada (CAN-1)             | Lyndon Rush Lascelles Brown          | 56 s 61    | 56 s 87  | 56 s 64    | 56 s 76  | 3 min 46 s 88 | +1 s 49 |
| 10                                  | 14      | Suisse (SUI-2)             | Rico Peter Juerg Egger               | 56 s 96    | 56 s 68  | 56 s 60    | 56 s 72  | 3 min 46 s 96 | +1 s 57 |
| 11                                  | 8       | Allemagne (GER-2)          | Thomas Florschütz Kevin Kuske        | 56 s 89    | 56 s 87  | 56 s 77    | 56 s 71  | 3 min 47 s 00 | +1 s 61 |
| 12                                  | 5       | États-Unis (USA-2)         | Cory Butner Christopher Fogt         | 56 s 45    | 57 s 11  | 56 s 77    | 56 s 86  | 3 min 47 s 19 | +1 s 80 |
| 13                                  | 6       | États-Unis (USA-3)         | Nick Cunningham Dallas Robinson      | 56 s 73    | 57 s 07  | 56 s 98    | 56 s 91  | 3 min 47 s 69 | +2 s 30 |
| 14                                  | 16      | Italie (ITA-1)             | Simone Bertazzo Simone Fontana       | 57 s 06    | 57 s 02  | 56 s 90    | 56 s 84  | 3 min 47 s 82 | +2 s 43 |
| 15                                  | 11      | Allemagne (GER-3)          | Maximilian Arndt Alexander Rödiger   | 56 s 98    | 56 s 92  | 57 s 22    | 57 s 08  | 3 min 48 s 20 | +2 s 81 |
| 16                                  | 15      | Lettonie (LAT-2)           | Oskars Kibermanis Vairis Leiboms     | 57 s 11    | 57 s 22  | 57 s 00    | 57 s 19  | 3 min 48 s 52 | +3 s 13 |
| 17                                  | 22      | Roumanie (ROM-1)           | Nicolae Istrate Florin Cezar Crăciun | 57 s 39    | 57 s 19  | 57 s 24    | 57 s 16  | 3 min 48 s 98 | +3 s 59 |
| 18                                  | 17      | Corée du Sud (KOR-1)       | Won Yun-jong Seo Young-woo           | 57 s 41    | 57 s 20  | 57 s 58    | 57 s 08  | 3 min 49 s 27 | +3 s 88 |
| 19                                  | 23      | Pays-Bas (NED-1)           | Edwin van Calker Bror van der Zijde  | 57 s 54    | 57 s 46  | 57 s 38    | 56 s 95  | 3 min 49 s 33 | +3 s 94 |
| 20                                  | 18      | France (FRA-1)             | Loic Costerg Romain Heinrich         | 57 s 44    | 57 s 04  | 57 s 65    | 57 s 23  | 3 min 49 s 36 | +3 s 97 |
| 21                                  | 21      | Monaco (MON-1)             | Patrice Servelle Sébastien Gattuso   | 57 s 50    | 57 s 30  | 57 s 80    |          | 2 min 52 s 60 |         |
| 22                                  | 19      | Autriche (AUT-1)           | Benjamin Maier Markus Sammer         | 57 s 57    | 57 s 74  | 57 s 41    |          | 2 min 52 s 71 |         |
| 23                                  | 25      | Grande-Bretagne (GBR-1)    | Lamin Deen John Baines               | 57 s 54    | 57 s 81  | 57 s 38    |          | 2 min 52 s 73 |         |
| 24                                  | 30      | République tchèque (CZE-1) | Jan Vrba Michal Vacek                | 57 s 72    | 57 s 75  | 57 s 71    |          | 2 min 53 s 18 |         |
| 25                                  | 20      | Corée du Sud (KOR-2)       | Kim Dong-hyun Jun Jung-lin           | 57 s 78    | 57 s 76  | 57 s 73    |          | 2 min 53 s 27 |         |
| 26                                  | 27      | Australie (AUS-1)          | Heath Spence Duncan Harvey           | 57 s 96    | 57 s 99  | 57 s 78    |          | 2 min 53 s 73 |         |
| 27                                  | 26      | Pologne (POL-1)            | Dawid Kupczyk Paweł Mróz             | 57 s 90    | 58 s 07  | 57 s 98    |          | 2 min 53 s 95 |         |
| 28                                  | 24      | Japon (JPN-1)              | Hiroshi Suzuki Hisashi Miyazaki      | 57 s 91    | 58 s 21  | 58 s 02    |          | 2 min 54 s 14 |         |
| 29                                  | 28      | Jamaïque (JAM-1)           | Winston Watts Marvin Dixon           | 58 s 42    | 58 s 81  | 58 s 17    |          | 2 min 55 s 40 |         |
|                                     | 29      | Serbie (SRB-1)             | Vuk Rađenović Aleksandar Bundalo     | 58 s 31    | 58 s 56  | DNS        |          |               |         |